# Posso Ir Além
Posso ir Além é o oitavo álbum da cantora Alda Célia, produzido por Emerson Pinheiro.
O trabalho foi gravado ao vivo na Rio Sampa em junho de 2006.
A obra teve boa aceitação do público alvo. As canções "Explosão de Louvor", "Posso Ir Além", "Voz de Deus" e "Haja Luz" foram os destaques deste trabalho.
Posso ir Além recebeu a certificação de ouro pela Associação Brasileira de Produtores de Discos (ABPD) por mais de 50 mil cópias comercializadas.

## Faixas
| Número da Faixa | Nome da Faixa                 | Duração | Compositor                                    |
| --------------- | ----------------------------- | ------- | --------------------------------------------- |
| 1               | Explosão de Louvor            | 03:41   | Alda Célia                                    |
| 2               | Face a Face                   | 04:53   | Alda Célia                                    |
| 3               | Haja Luz                      | 03:55   | Alda Célia                                    |
| 4               | Deus está Presente            | 07:32   | Alda Célia                                    |
| 5               | Posso ir Além                 | 05:10   | Alda Célia                                    |
| 6               | Escrevendo a história de Deus | 04:41   | Alda Célia                                    |
| 7               | A tua Presença me Cura        | 04:18   | Alda Célia                                    |
| 8               | Existe um Deus                | 03:57   | Alda Célia                                    |
| 9               | Está Escrito                  | 03:56   | Alda Célia                                    |
| 10              | Voz de Deus                   | 05:29   | Alda Célia, Mark Hall e Steven Curtis Chapman |
| 11              | Adorar é Amar                 | 04:35   | Alda Célia                                    |
| 12              | Único                         | 06:10   | Alda Célia                                    |
| 13              | Cântico Espontâneo            | 02:29   |                                               |
| 14              | Pai Nosso                     | 04:41   | Alda Célia                                    |

## Ficha Técnica
- Gravado ao vivo no Rio Sampa, Nova Iguaçu, Rio de Janeiro no dia 7 de Junho de 2006
- Produção Musical e Arranjos: Emerson Pinheiro
- Teclados: Emerson Pinheiro, Tadeu Chuff e Vagner Santos
- Baixo: Ronaldo Olicar
- Guitarra e Violão: Duda Andrade
- Bateria: Leonardo Reis
- Vocal: Jairo Bonfim, Joelma Bonfim e Josy Bonfim
- Loops: Tadeu Chuff